# Brigitte Benonová
Brigitte Benonová (* 26. května 1963) je bývalá francouzská sportovní šermířka, která se specializovala na šerm kordem. Francii reprezentovala v osmdesátých a devadesátých letech. V roce 1988 získala titul mistryně světa v soutěži jednotlivkyň. S francouzským družstvem kordistek vybojovala v roce 1988 a 1991 druhé místo na mistrovství světa.